# 帛琉簽證政策
访问帛琉共和国需要持有有效期六个月以上的护照，以及返程的预订证明。

## 签证政策地图

帛琉
免签证
落地签证
需要签证

## 免签证
以下国家和地区的公民可以免签证进入帛琉，并允许停留不同时长。
| 1年 - 马绍尔群岛 - 密克羅尼西亞聯邦 - 美国 90天 - 申根区 - 以色列 - 臺灣 30天 - 俄羅斯 |

## 落地签证
其他国家的公民（除缅甸和孟加拉国）都可以在到达帛琉时获得签证。落地签证可以允许最长停留30天，并最多可以付费延长两次。要获得落地签证，旅客需要准备财力证明（每周200美元）。

## 需要签证
以下国家的公民需要申请签证。
| - 緬甸 |

## 离境税
所有旅客在离开帛琉时都会被征收离境税和环保费。